# Стэнхоуп, Филипп Генри, 4-й граф Стэнхоуп
Филип Генри Стэнхоуп, 4-й граф Стэнхоуп (англ. Philip Henry Stanhope, 4th Earl Stanhope; 1781—1855) — британский государственный деятель и пэр.
Сын 3-го графа Стэнхоупа. Под именем лорда Магона был членом палаты общин. Написал в это время «Книгу молитв для верующих и неверующих, христиан и нехристиан» (Дрезден, 1800), проникнутую аскетическим настроением. Перейдя в палату лордов, он примкнул к партии тори и протекционистов и в 1818 году требовал немедленного раздела Франции, находя, что это — единственное средство ограждения европейского мира.
В 1830-х годах Стэпхоуп настолько увлёкся загадочной судьбой Каспара Хаузера, что решил было усыновить его и выпустил о нём целое сочинение («Материалы для жизнеописания Каспара Хаузера», Гейдельберг, 1835); но несколько лет спустя полное разочарование Стэнхоупа нашло выражение в несправедливой и крайне оскорбительной для Хаузера брошюре.